# باول دارو
باول دارو (بالإنجليزية: Paul Darrow)‏ هو كاتب وممثل بريطاني، ولد في 2 مايو 1941 في سري في المملكة المتحدة، وتوفي في 3 يونيو 2019 بسبب أم الدم الأبهرية.

## أعمال

### أفلام
- (2002) مت في يوم آخر[6][7][8]

## وصلات خارجية
- الموقع الرسمي
- باول دارو على موقع IMDb (الإنجليزية)
- باول دارو على موقع روتن توميتوز (الإنجليزية)
- باول دارو على موقع ميوزك برينز (الإنجليزية)
- باول دارو على موقع أول موفي (الإنجليزية)
- باول دارو على موقع إن إن دي بي (الإنجليزية)
- باول دارو على موقع قاعدة بيانات الفيلم (الإنجليزية)